# Grantorto
Grantorto é uma comuna italiana da região do Vêneto, província de Pádua, com cerca de 4.414 habitantes. Estende-se por uma área de 14 km², tendo uma densidade populacional de 270 hab/km². Faz fronteira com Carmignano di Brenta, Fontaniva, Gazzo, Piazzola sul Brenta, San Giorgio in Bosco, San Pietro in Gu.

## Demografia
| Variação demográfica do município entre 1861 e 2011                               |
|                                                                                   |
| Fonte: Istituto Nazionale di Statistica (ISTAT) - Elaboração gráfica da Wikipedia |